# Противник-ГЕ
59H6-E «Противник-ГЕ» — універсальна, мобільна, трикоординатна радіолокаційна станція п'ятого покоління. Призначена для виявлення і видачі координат (відстані, азимута, висоти) повітряних цілей при роботі в складі автоматизованої системи управління протиповітряною обороною і систем управління повітряним рухом. Станція розроблена в Нижньогородському науково-дослідному інституті радіотехніки (ННДІРТ), Росія.

## Можливості
Вся апаратура «Противник-ГЕ» встановлена на дві машини.
Локатор здатний в умовах інтенсивної радіопротидії без додаткових уточнень видавати інформацію одночасно для наведення винищувачів і цілевказівки зенітним ракетним дивізіонам. Висота перегляду повітряного простору — до 200 км, тобто станція здатна виявити низькоорбітальні супутники в ближньому космосі.
Фазована антенна решітка станції формулює діаграму спрямованості в секторі 0-45°, і за рахунок наднового рівня бічних пелюсток автоматично забезпечує високу захищеність локатора від активних шумових радіозавад.
Досягти переваги високої точності вимірювання координат вдалося за рахунок створення унікальної ФАР з цифровою просторово-часовою обробкою сигналу.
«Противник-ГЕ», крім трьох координат, визначає і четвертий параметр — радіальну швидкість. Це дозволяє відсікти помилкові цілі. Всього локатор супроводжує до 150 повітряних об'єктів. У РЛС передбачені можливості для успішного виявлення літаків п'ятого покоління.
Антена РЛС багато в чому визначає ефективність РЛС і дозволяє укладати її в одну транспортну одиницю. Розмір антени — 5,5×8,5 м, швидкості обертання — 6 або 12 обертів на хвилину. Це відповідає часу видачі даних відповідно через 10 і 5 секунд, що достатньо для роботи з швидкісним і високоманевровим цілям. Літаки, виконані за технологією «стелс», з ЕПР менше 0,1 м², станція виявляє на дальності до 200 км.
Антена станції формує в 10 блоках 20 однакових променів. У РЛС передбачена автоматична адаптація до стану станції: якщо один блок відмовив, то змінюються коефіцієнти — промені трохи розширюються і 45° повітряного простору проглядаються не 20, а 18 променями. Вся зона огляду зберігається, але при цьому трохи зменшується точність вимірювання координат цілі і збільшуються бічні пелюстки в межах допустимого. Бойова робота триває.
Уніфікована побудова РЛС в двох діапазонах знижує витрати на ЗІП і ПММ.
Принципи побудови локатора дозволяють модернізувати базову РЛС в інших діапазонах хвиль, покращувати характеристики. «Противник-ГЕ» був створений як масова високопотенційна станція. У ній використано діапазон частот 23 см. В РЛС вбудований вторинний локатор, який може забезпечувати управління повітряним рухом з великими можливостями отримання інформації. Це не тільки система розпізнавання «свій-чужий» для ППО, вторинний локатор повідомить і про запас палива, прийме сигнал «лихо» та інші повідомлення. У 1999 році передбачалося випустити першу серійну станцію.

## Тактико-технічні характеристики
Основні тактико-технічні характеристики станції:
- Робочий діапазон частот: метровий (L)
- Максимальні межі роботи радіолокатора:
  - за відстаню, км: 10-400
  - за висотою, км до: 200
  - за азимутом, град.: 360
  - за кутом місця, град.: до 45
  - за швидкістю цілі, км/год: 60-8000
- Виявлення цілі з ЕПР 1,5 м² на висоті 12 км:
  - відстань, км: не менше 340
- Верхня границя зони виявлення:
  - за висотою, км: не менше 80
  - за кутом місця, град.: до 45
- Точність вимірювання координат (цілі с ЕОП 1,5 м²):
  - відстані, м: не гірше 100
  - азимута, кут. хв.: не гірше 12
  - кута місця, кут. хв. не гірше 10
- Роздільна здатність:
  - за азимутом, град.: не гірше 2,5
  - за відстанню, м: не гірше 450
- Коефіцієнт придушення відбиття від місцевих предметів, дБ: не менше 50
- Кількість класів повітряних об'єктів, що розпізнаються (за сигнальними та траекторними ознаками): 8
- Кількість водночас супроводжуваних цілей: не менше 150
- Темп оновлення даних, с: 5 та 10
- Антена: пласка ФАР
  - Розмір антени, м: 5,5×8
  - Середній час напрацювання до відмови, год: не менше 600
- Обслуга, чол.: 2 (3)
- Кількість транспортних одиниць: 2 (4)
- Час розгортання, год: не більше 0,7
- Енергоспоживання, кВт: 100

## Оператори
- Білорусь:
  - Одна станція поступила на озброєння у серпні 2016 року до радіотехнічного підрозділу військ ППО та ВПС. До 2020 року заплановано отримати 7 станцій[2].
- Росія:
  - За 2011—2015 роки було заплановано випустити 13 станцій